# Daniel Caesar
Ashton Dumar Norwill Simmonds (Toronto, Ontario, Kanada, 5. travnja 1995.), poznatiji pod umjetničkim imenom Daniel Caesar, kanadski je pjevač i tekstopisac. Nakon što je samostalno stekao pratitelje kroz izdavanje dva EP-ja, Praise Break (2014.) i Pilgrim's Paradise (2015.), u kolovozu 2017. izdao je svoj debitantski studijski album, Freudian. Svoj drugi studijski album, Case Study 01, objavio je u lipnju 2019. U ožujku 2021. Caesar je uz Giveona gostovao na singlu Justina Biebera "Peaches", koji je postao njegovo prvoplasirano izdanje na američkoj Billboard Hot 100 ljestvici. U travnju 2023. objavio je svoj treći studijski album Never Enough, prvi pod izdavačkom kućom Republic Records.

## Osobni život
U ožujku 2019. Caesar je bio meta kritiziranja jer je branio svoju prijateljicu Julieannu Goddard putem Instagram live-streama, a nazivajući crnu rasu "previše osjetljivom i 'zlom' prema bijelcima". Goddard je bila kritizirana zbog svojih "bezosjećajnih" rasnih komentara, posebno onih koji se odnose na crne žene. Kasnije se javno ispričao.

## Turneje
- The Freudian, a World Tour (2017.)
- Case Study 01: Tour (2019.)
- Almost Enough: The Intimate Sessions (2023.)[9]
- Superpowers World Tour (2023.)[10]

## Diskografija

#### Studijski albumi
- Freudian (2017.)
- Case Study 01 (2019.)
- Never Enough (2023.)